# Grille
Il Grille, il cui numero d'identificazione era Sd.Kfz. 138/1, è stato un semovente d'artiglieria pesante in forza all'esercito tedesco durante la seconda guerra mondiale.

## Storia

### Sviluppo
Con il proseguire del conflitto, e in particolare durante le operazioni in Unione Sovietica, nelle armate germaniche si delineò il bisogno sempre più pressante di un appoggio d'artiglieria immediato per le truppe. Al fine di risparmiare tempo e risorse, il Waffenamt decise di installare gli obici divisionali su scafi di veicoli obsoleti o prodotti in quantità: tra i carri armati leggeri selezionati come base semovente ricadde presto il Panzer 38(t), ormai non più adatto a operare in prima linea. Nel tardo 1942 la Alkett (secondo un'altra fonte la BMM) consegnò un prototipo di cannone d'assalto ricavato sullo scafo dell'Ausf. H. Vennero richieste 200 unità da ottenere sull'Ausf. K appositamente progettato, ma poiché tale modello non era ancora pronto i comandi militari si rassegnarono a usare il primo scafo.

### Produzione
L'Ausf. H venne fabbricato tra febbraio e aprile 1943 dalla BMM a Praga, che costruì 90 esemplari per lo più riconvertiti da carri danneggiati tornati dal fronte. Una seconda versione denominata Ausf. M fu prodotta in un primo lotto tra aprile e giugno, quando la linea d'assemblaggio venne sospesa per qualche mese; fu poi riaperta a ottobre 1943 e continuò a lavorare fino al settembre del 1944, quando ebbe definitivamente termine con 282 unità consegnate (172 secondo un'altra fonte). Nel periodo gennaio - maggio del 1944 gli stabilimenti della BMM attesero inoltre alla produzione del carro da rifornimento, del quale furono fabbricati 102; una fonte parla addirittura di 370 mezzi completati.

### Impiego operativo
Il Grille cominciò a essere distribuito nella primavera del 1943 alle compagnie cannoni pesanti da fanteria, in organico ai reggimenti delle divisioni corazzate e Panzergrenadier: ogni reparto era composto da due batterie, ognuna con 6 unità e due carri portamunizioni. Parteciparono ai combattimenti in Tunisia, in Italia, sul fronte orientale e su quello occidentale. Dodici erano in Normandia nel giugno 1944, inquadrati nella 38ª compagnia cannoni pesanti della 2. Panzer-Division; ancora a febbraio del 1945 l'esercito tedesco ne possedeva 173 esemplari. Il Grille fu un mezzo apprezzato dagli equipaggi nonostante fosse nato come soluzione di emergenza.

## Versioni

### Ausführung H
La prima versione del Grille fu denominata 15 cm sIG 33 (Sf) auf Panzerkampfwagen 38(t) Ausf. H. Il modello era lungo 4,95 metri e largo 2,15, con un'altezza di 2,47 metri. Sopra lo scafo anteriore era stata fissata una casamatta squadrata, aperta su retro e cielo, con una corazzatura frontale spessa 15 mm e inclinata a 12° rispetto alla verticale. Le pareti laterali erano state però prolungate fino a comprendere il pianale posteriore, che fu coperto per fungere da vano di trasporto munizioni. La casamatta conteneva un obice sIG 33/1 da 150 mm L/12 la cui volata lunga 1,65 metri sporgeva di 34 centimetri oltre lo scafo: sparava granate HE pesanti 38 chili a una velocità iniziale di 240 m/s, con un raggio effettivo di 4.700 metri. L'arma aveva un limitato brandeggio manuale di 5° a sinistra e a destra senza muovere il veicolo, l'elevazione raggiungeva i +72° e la depressione i -3°; l'apparato di mira consisteva in un Rblf. 36. A volte una mitragliatrice MG 34 da 7,92 mm, con 600 cartucce, veniva montata su affusti di fortuna per garantire una difesa dalla fanteria.
Lo scafo non aveva subito interventi riguardo alla protezione passiva: presentava corazze frontali spesse tra i 25 e i 50 mm con inclinazione compresa tra 12 e 15°, mentre sui fianchi le piastre da 15 mm erano verticali; nel retro misuravano lo stesso spessore con l'inclinazione di 10 oppure 16°. La motorizzazione era fornita da un Praga EPA/2 con 6 cilindri in linea ed erogante 125 hp a 2.200 giri al minuto, la cui trasmissione Praga-Wilson era collegata a un cambio con 5 marce avanti e una retromarcia: la velocità massima risultante arrivava a 35 km/h e l'autonomia a 185 chilometri. La meccanica era ereditata dal Panzer 38(t), con ruota motrice anteriore e 4 larghe ruote portanti vincolate a mezze balestre; i cingoli, sostenuti superiormente da due rulli, erano larghi 293 mm e composti da 90 maglie con una guida a dente esterna.
L'equipaggio di 5 elementi comprendeva il pilota (l'unico dentro lo scafo), il comandante, due serventi al pezzo e un osservatore; questi era addetto anche all'impiego di una radio FuG 16. Con una luce libera di 40 centimetri, l'Ausf. H pesava complessivamente 11,5 tonnellate. Era in grado di superare ostacoli alti 0,80 metri, guadi profondi 0,90 metri e trincee larghe 1,90 metri.

### Ausführung M
Terminate le consegne dell'Ausf. H, la BMM si dedicò a migliorare il mezzo, sbilanciato in avanti e non perfettamente a punto: ispirandosi all'impostazione del Marder III fu immatricolata una nuova versione designata 15 cm sIG 33 (Sf) auf Panzerkampfwagen 38(t) Ausf. M. Di dimensioni un poco inferiori rispetto all'Ausf. H, presentava la casamatta in fondo allo scafo e il motore sistemato al centro. Lo stesso propulsore era stato cambiato: consisteva ora in un Praga AC sempre a 6 cilindri in linea ma erogante 140 hp con avviamento elettrico a magnete, ma non si ebbero sensibili cambiamenti nelle prestazioni generali; il consumo medio si attestava su 168 litri ogni 100 chilometri di strada, 246 litri se percorsi su terreno sconnesso. La corazzatura, lasciata intatta sull'Ausf. H, era stata notevolmente ridotta visto che il Grille operava dalla seconda linea; lo spessore massimo di 20 mm era riscontrabile solo nella parte inferiore del muso, mentre quella superiore ne misurava la metà ma con un'inclinazione di 67°. L'obice sIG 33/1 ebbe un'elevazione di poco minore (+70°) e il treno di rotolamento fu privato di un rullo reggicingolo ridislocando quello rimasto al centro.
Il raggio di volta misurava 4,50 metri, la mobilità era buona: l'Ausf. M poteva superare ostacoli alti 0,65 metri, guadi profondi 1,10 metri e trincee larghe 1,50 metri. Il veicolo pesava in totale 12 tonnellate ed esercitava al suolo una pressione specifica di 0,71 kg/cm.2

### Unbewaffnete Ausführung
In entrambe le versioni del Grille fu presto riscontrato un problema di spazio insufficiente che limitava lo stivaggio delle munizioni a 15. Perciò tra la fine del 1943 e l'inizio del 1944, sulla base dell'Ausf. M, fu introdotto il portamunizioni disarmato Munitionspanzer 38(t) (Sf), con una capacità di carico di 40 proiettili. Tali veicoli, in caso di necessità, potevano comunque essere equipaggiati con un obice direttamente sul campo, sebbene una fonte affermi che la feritoia ricavata nella casamatta fosse stata coperta. Il motore era stato sostituito con un Praga AC/2 con 6 cilindri in linea, erogante 160 hp a 2.800 giri al minuto e raffreddato ad acqua, che spingeva il mezzo a una velocità massima di 42 km/h.